# Mihai Nedef
Mihai Nedef (Bucarest, 8 novembre 1931 – 10 giugno 2017) è stato un cestista e allenatore di pallacanestro romeno.
È stato inserito nella Hall of Fame del Steaua Bucarest nel 2015.

## Carriera
Con la Romania ha disputato i Giochi olimpici di Helsinki 1952 e sette edizioni dei Campionati europei (1953, 1955, 1957, 1959, 1961, 1963, 1965).
Da allenatore ha guidato la Romania ai Campionati europei del 1975.

## Palmarès

### Giocatore
- Campionato rumeno: 10

Steaua Bucarest: 1955-56, 1957-58, 1958-59, 1959-60, 1960-61, 1961-62, 1962-63, 1963-64, 1965-66, 1966-67
- Coppa di Romania: 1

Steaua Bucarest: 1965-66

### Allenatore
- Campionato rumeno: 7

Steaua Bucarest: 1977-78, 1979-80, 1980-81, 1981-82, 1983-84, 1984-85, 1985-86
- Coppa di Romania: 1

Steaua Bucarest: 1980-81